# Pterolophia ministrata
Pterolophia ministrata là một loài bọ cánh cứng trong họ Cerambycidae.